# Теремія-Міке
Теремія-Міке (рум. Teremia Mică) — село у повіті Тіміш в Румунії. Входить до складу комуни Теремія-Маре.
Село розташоване на відстані 470 км на північний захід від Бухареста, 60 км на захід від Тімішоари.

## Населення
За даними перепису населення 2002 року у селі проживали 640 осіб.
Національний склад населення села:
| Національність | Кількість осіб | Відсоток |
| -------------- | -------------- | -------- |
| румуни         | 607            | 94,8%    |
| угорці         | 15             | 2,3%     |
| німці          | 15             | 2,3%     |

Рідною мовою назвали:
| Мова      | Кількість осіб | Відсоток |
| --------- | -------------- | -------- |
| румунська | 608            | 95,0%    |
| угорська  | 15             | 2,3%     |
| німецька  | 15             | 2,3%     |